# Киринополис (микрорегион)

Киринополис на карте.

Киринополис (порт. Microrregião de Quirinópolis) — микрорегион в Бразилии, входит в штат Гояс. Составная часть мезорегиона Юг штата Гойас. Население составляет 110 809 человек (на 2010 год). Площадь — 16 071,136 км². Плотность населения — 6,89 чел./км².

## Демография
Согласно сведениям, собранным в ходе переписи 2010 г. Национальным институтом географии и статистики (IBGE), население микрорегиона составляет:						
| Полное население                             | Полное население                             | Полное население                             | Полное население                             | 110 809 |
| -------------------------------------------- | -------------------------------------------- | -------------------------------------------- | -------------------------------------------- | ------- |
| в том числе:                                 | Городское население                          | 94 466                                       | Процент городского населения, %              | 85,25   |
|                                              | Сельское население                           | 16 343                                       | Процент сельского населения, %               | 14,75   |
|                                              | Мужское население                            | 57 206                                       | Процент мужского населения, %                | 51,63   |
|                                              | Женское население                            | 53 603                                       | Процент женского населения, %                | 48,37   |
| Плотность населения, чел/км²                 | Плотность населения, чел/км²                 | Плотность населения, чел/км²                 | Плотность населения, чел/км²                 | 6,89    |
| Население микрорегиона в % к населению штата | Население микрорегиона в % к населению штата | Население микрорегиона в % к населению штата | Население микрорегиона в % к населению штата | 1,85    |

## Статистика
- Валовой внутренний продукт на 2003 год составляет 1 617 843 265,00 реалов (данные: Бразильский институт географии и статистики).
- Валовой внутренний продукт на душу населения на 2003 год составляет 17 147,81 реалов (данные: Бразильский институт географии и статистики).
- Индекс развития человеческого потенциала на 2000 год составляет 0,756 (данные: Программа развития ООН).

## Состав микрорегиона
В составе микрорегиона включены следующие муниципалитеты:
1. Кашуэйра-Алта
2. Касу
3. Говеландия
4. Итажа
5. Итаруман
6. Лагоа-Санта
7. Паранайгуара
8. Киринополис
9. Сан-Симан